# 提亚雷特
35°22′N 1°19′E / 35.367°N 1.317°E

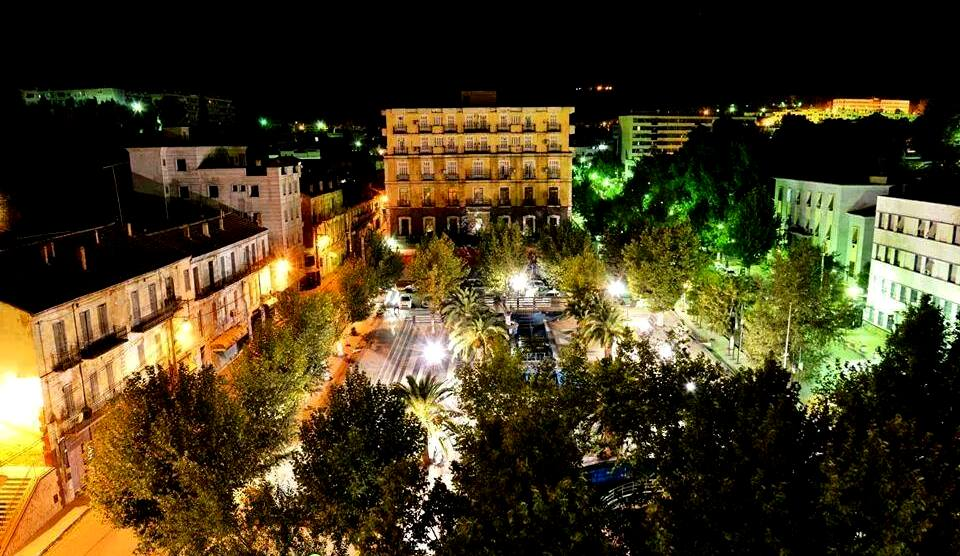
提亞雷特

提亚雷特（阿拉伯语：‎）位于阿尔及利亚北部，是提亚雷特省的首府，人口145,332（1998年），面積111.45平方公里。該地距离地中海沿岸约150公里，歷史可以追溯到778年。